# Best Ogedegbe
Best Ogedegbe (ur. 3 września 1954 w Lagos,– zm. 28 września 2009 w Ibadanie) – nigeryjski piłkarz grający na pozycji bramkarza. W swojej karierze grał w reprezentacji Nigerii.

## Kariera klubowa
Swoją karierę piłkarską Ogedegbe rozpoczął w klubie Shooting Stars FC, w którym zadebiutował w 1976 roku. Grał w nim do 1981 roku. Dwukrotnie został z nim mistrzem Nigerii w sezonach 1976 i 1980 oraz zdobył dwa Puchary Nigerii w sezonach 1977 i 1979. W latach 1982–1986 był zawodnikiem klubu Abiola Babes FC, w którym zakończył karierę. W sezonie 1985 zdobył z nim Puchar Nigerii.

## Kariera reprezentacyjna
W reprezentacji Nigerii Ogedegbe zadebiutował w 1980 roku. W tym samym roku był w kadrze Nigerii na Igrzyska Olimpijskie w Moskwie, a także na Puchar Narodów Afryki 1980. Wystąpił w nim w pięciu meczach: grupowych z Tanzanią (3:1), z Wybrzeżem Kości Słoniowej (0:0) i z Egiptem (1:0), półfinałowym z Marokiem (1:0) i finałowym z Algierią (3:0). Z Nigerią wywalczył mistrzostwo Afryki i został wybrany do Najlepszej Jedenastki turnieju.
W 1982 roku Ogedegbe powołano do kadry na Puchar Narodów Afryki 1982. W tym turnieju był rezerwowym bramkarzem i nie rozegrał żadnego meczu. W kadrze narodowej grał do 1983 roku.